# Hampden (Massachusetts)
Hampden – miasto w Stanach Zjednoczonych, w stanie Massachusetts, w hrabstwie Hampden.